# Taşova
Taşova là một huyện thuộc tỉnh Amasya, Thổ Nhĩ Kỳ. Huyện có diện tích 1052 km² và dân số thời điểm năm 2007 là 35186 người, mật độ 33 người/km².